# Artur Mikvabia
Artur Mikvabia este un economist și politician din Abhazia. În prezent este deținătorul funcției de prim-ministru al Abhaziei.

## Cariera politică
Pe 25 martie 2004 Artur Mikvabia fondează o mișcare sociopolitică, Abhazia Unită. În iulie 2007 are o tentativă de retragere din politică, dar membrii mișcării nu-i acceptă demisia. În ianuarie 2009, Abhazia Unită devine partid politic, în frunte cu Daur Tarba. Pe 20 martie 2015, Artur Mikvabia este numit prim-ministru de către președintele Raul Khajimba.